# Громадский, Роман Борисович
Рома́н Бори́сович Грома́дский (при рождении — Владимиров; 18 декабря 1940, Ленинград — 28 августа 2021, Санкт-Петербург) — советский и российский актёр театра и кино, театральный педагог. Народный артист РСФСР (1983).

## Биография
Роман Владимиров родился 18 декабря 1940 года в Ленинграде и ребёнком пережил блокаду. После окончания войны поступил в 222-ю среднюю школу (Петришуле) и учился в ней до 1950 года. После окончания школы три года отслужил в армии.
В 1962 году поступил в Ленинградский государственный институт театра, музыки и кинематографии, где занимался у профессора Т. Сойниковой. Будучи студентом третьего курса, Роман Владимиров женился на сокурснице Вере Громадской и взял её фамилию.
По окончании института в 1966 году был принят в труппу Ленинградского театра имени Ленинского комсомола (ныне — театр «Балтийский дом»), которым руководил Геннадий Михайлович Опорков. На театральной сцене актёр дебютировал в роли Мишки в спектакле «Дни нашей жизни» по пьесе Леонида Андреева.
С 1987 по 1992 год работал в театре имени Ленсовета. В 1992 году вернулся в театр «Балтийский дом», в котором служил до последних дней жизни.
Первой работой в кино стала главная роль в фильме Георгия Овчаренко «Снег среди лета» в 1966 году. Всего снялся более чем в 50 фильмах и телесериалах.
С 1994 года преподавал в Санкт-Петербургском гуманитарном университете профсоюзов, в течение пяти лет занимал пост декана факультета искусств СПбГУП, затем был назначен советником ректора университета. Почётный декан факультета искусств СПбГУП, Почётный профессор СПбГУП.
Последние годы жил в доме престарелых. Скончался 28 августа 2021 года в Санкт-Петербурге на 81-м году жизни от инсульта. Церемония прощания с актёром прошла 31 августа на Большой сцене театра «Балтийский дом». Похоронен в Санкт-Петербурге на Богословском кладбище.

## Семья
Первая жена (1963—1966) — Вера Громадская (ум. 1966), окончила ЛГИТМиК. Скончалась от цирроза печени спустя несколько дней после тяжелых родов. В память о супруге Роман Борисович взял её фамилию. 
"В июле 1966 года родился наш Андрей, а спустя четыре дня моей Верочки не стало", – вспоминал Роман Борисович.
- Сын — Андрей Романович Громадский (род. 1966), бывший военнослужащий, работает в коммерческих структурах.
  - Внук закончил кулинарный техникум.
  - Внучка закончила институт культуры.

Вторая жена (1969) — Александра Сергеевна Отморская (род. 1948), актриса, играла в Ленинградском театре имени Ленинского Комсомола (с 1991 года - театр "Балтийский дом"). Брак вскоре распался.
Третья жена (с 1971) — Ирина Александровна Соколова, кандидат физико-математических наук.

## Работы в кино
- 1967 — Зелёная карета — гусар
- 1967 — Два билета на дневной сеанс — сотрудник ОБХСС (не указан в титрах)
- 1968 — Снег среди лета — Фёдор
- 1969 — Пятеро с неба — рядовой Роман Супрунов
- 1970 — Смятение — Муринов
- 1970 — Король Лир — слуга Глостера
- 1970 — Баллада о Беринге и его друзьях — Прокопий
- 1971 — Антрацит — Геннадий Глуховский
- 1971 — Море нашей надежды — Андрей Гринько
- 1972 — Право на прыжок — Сергей Княжин
- 1972 — Сибирячка — Бокарев
- 1972 — Круг — водолаз Миша, контрабандист
- 1973 — Цемент — Глеб Чумалов
- 1974 — Блокада — Алексей Александрович Кузнецов
- 1974 — Романс о влюблённых — прапорщик Соловьёв Иван Петрович («Альбатрос»)
- 1975 — Память
- 1976 — Обычный месяц — Павел
- 1976 — Сегодня полёты, завтра полёты — папа Вари
- 1976 — Свет любви
- 1976 — Мои дорогие — Виктор
- 1976 — Если я полюблю…
- 1977 — Клад — Карим
- 1977 — Первые радости — Мефодий
- 1977 — Строгая мужская жизнь — полковник Лев Георгиевич Мабыкин
- 1978 — Праздник печёной картошки
- 1979 — Человек меняет кожу — Морозов
- 1979 — Открытая книга — Репнин
- 1980 — Большая-малая война — Бочаров
- 1980 — Вечерний вариант — Виктор
- 1981 — Личная жизнь директора  — Андрей Фомич Колобаев
- 1981 — Контакт — Федоров
- 1983 — Здесь твой фронт — главный технолог
- 1985 — Подвиг Одессы — командующий Приморской армией генерал-лейтенант Г. П. Софронов
- 1990 — Убийца — Эрнст Дюкин
- 1991 — Отель «Эдем» — директор отеля
- 1997 — Царевич Алексей
- 1998 — Цирк сгорел и клоуны разбежались — Пётр Степанович, фирма Якутзолото
- 2000 — Империя под ударом — Михаил Егорович Странден
- 2001 — Ключи от смерти — Блумов
- 2001 — Чёрный ворон — заместитель Председателя Госкино
- 2002 — Дневник камикадзе — Колыванов, отец Ларисы
- 2002 — Челябумбия — Васильич
- 2003 — Удачи тебе, сыщик — отец Гурова
- 2004 — Тайны следствия (4 сезон, фильм 1 «Истинные ценности») — Виктор Евгеньевич Кумачёв, криминальный авторитет
- 2004—2012 — Ментовские войны 1-7 — генерал Герасимов
- 2006, 2008 — Двое из ларца — Георгий Георгиевич Мещерский, «Дед» (все 12 фильмах)
- 2007 — Сонька Золотая ручка — градоначальник
- 2007 — Шекспиру и не снилось — Губернатор
- 2010 — Последняя встреча — Макарыч

## Работы в театре
Ленинградский государственный театр эстрады
- «Не говори прощай» (Г. Мамлин, пост. Г. Егоров) — Хмаров.

Театр «Балтийский дом» (Ленинградский государственный театр им. Ленинского комсомола)
- «Дни нашей жизни» Л. Андреева (1967) — Мишка
- «Звезды для лейтенанта» Володарского — лётчик-испытатель Некрасов
- «По ком звонит колокол» по Э. Хемингуэю — Джордан
- «Вся его жизнь» Е. Габриловича — Василий Губанов
- «Процесс» (по сценарию Э. Манна, пост. Г. Егоров) — судья Хейвуд
- «Тамада» (А. Галин, пост. Г. Егоров) — Реваз
- Рок-мюзикл «Овод» (А. Колкер и А. Яковлев, пост. Г. Егоров) — кардинал Монтанелли
- «К вам с любовью и яростью» (Г. Соловский, пост. Г. Егоров) — Сергей Миронович Киров (спектакль был сыгран один раз и закрыт автором Г. Соловским).
- «Чайка» А. Чехова — Шамраев
- «Двенадцать стульев» И. Ильфа и Е. Петрова, реж. А. Белинский
- «Изображая жертву», реж. И. Коняев
- «Кошки-мышки», реж. Б. Гуревич
- «Мёртвые души» Н. Гоголя, реж. В. Тыкке
- «Нам нужен другой Бог», реж. В. Тыкке
- «Похороните меня за плинтусом», реж. И. Коняев
- «Пьеса, которой нет», реж. А. Могучий
- «Ревизор» Н. Гоголя, реж. А. Исаков
- «Бродвейский блюз» — Алан Люс
- «Перезагрузка», реж. И. Коняев
- «Генрих IV»
- «Лерка»
- «Два „Старомодных“ коктейля» по пьесе Виньи Дельмар «Уступи место завтрашнему дню», реж. В. Тыкке — Барклей Купер
- «Мастер и Маргарита» — Берлиоз
- «Горе уму» — полковник Сергей Сергеевич Скалозуб.

Театр «Приют комедианта»
- «Пиль. Комическое представление».

## Озвучивание
- 1999 Тарзан / Tarzan — Керчак
- 2005 Тарзан II / Tarzan II - Керчак

## Награды и звания
- Орден Почёта (23 декабря 2001) — за многолетнюю плодотворную деятельность в области культуры и искусства, большой вклад в укрепление дружбы и сотрудничества между народами[8]
- Орден Дружбы (4 мая 2011) — за большие заслуги в развитии отечественной культуры и искусства, многолетнюю плодотворную деятельность[9]
- Орден Трудового Красного Знамени
- Юбилейная медаль «70 лет Победы в Великой Отечественной войне 1941—1945 гг.» (2015)[10]
- Премия «Золотой Софит» (2005) — за «лучшую роль второго плана» (спектакль «Изображая жертву»)
- Премия «Золотой Софит» (2019) — за творческое долголетие и верность театру»
- Заслуженный артист РСФСР (1977)
- Народный артист РСФСР (1983)[11].
- Почётный диплом Законодательного Собрания Санкт-Петербурга (1 декабря 2010 года) — за выдающийся вклад в развитие культуры и искусства в Санкт-Петербурге и в связи с 70-летием со дня рождения[12]
- «Серебряная медаль» им. А. П. Довженко Александру Сметанину, Михаилу Кураеву, Анатолию Гранику, Льву Колганову, Николаю Строганову, Юрию Каюрову, Роману Громадскому, Всеволоду Кузнецову, Анатолию Пустохину, Анатолию Матешко за фильм Строгая мужская жизнь (1977)[13].